# Leonid Brekhovskikh
Leonid Maksimovich Brekhovskikh (en russe : Леони́д Макси́мович Бреховски́х), né le 6 mai 1917 et mort le 15 janvier 2005, est un scientifique soviétique et russe, connu pour ses travaux en océanographie acoustique et océanographie physique.

## Enfance et éducation
Leonid Brekhovskikh naît dans une famille paysanne dans le district de Vilegodsky, un petit village du gouvernement de Vologda (aujourd'hui Oblast d'Arkhangelsk), en Russie. Il est diplômé de l'Université d'État de Perm en 1939, et étudie sous la direction d'Igor Tamm à l'Institut de physique Lebedev (initiales "FIAN"). Il y obtient son doctorat en physique en 1941 pour une thèse sur la cristallographie aux rayons X. Après son doctorat, il rejoint les laboratoires d'acoustique de FIAN et travaille sur un projet de défense navale visant à développer une protection contre les mines à déclenchement acoustique. Il développe ensuite une théorie de la propagation des ondes acoustiques dans les milieux stratifiés, pour laquelle il reçoit son doctorat en physique et mathématiques du FIAN en 1947.

## Travaux de recherche
Au cours de l'année 1946, ses recherches dans la mer du Japon ont amené Brekhovskikh à découvrir le canal SOFAR (canal de son profond), un concept qui allait finalement conduire à la fondation de l'océanographie acoustique moderne. Le canal SOFAR est découvert indépendamment par William Maurice Ewing et J. Lamar Worzel (en) aux États-Unis presque au même moment. En 1953, Brekhovskikh quitte le FIAN et fonde l'Institut d'acoustique Andreev à Moscou, qu'il dirige jusqu'en 1961 (il y restera chef de département jusqu'à son départ, en 1980). À l'Institut d'acoustique, il participe à la construction et à la conception de deux navires de recherche acoustique, le Sergey Vavilov et le Pyotr Lebedev, qui participe à l'expérience POLYGON avec quatre autres navires. Ces navires ont observé pour la première fois les tourbillons à méso-échelle, confirmant les prédictions faites par Henry Stommel au milieu des années 1960.
De 1953 à 1966, Brekhovskikh est professeur de physique et chef de département à l'Université d'État de Moscou. De 1969 à la dislocation de l'URSS en 1992, il est membre du présidium de l'Académie des sciences de l'Union soviétique. Il enseigne également la physique et est chef de département à l'Institut de physique et de technologie de Moscou de 1975 à 1997. En 1980, Brekhovskikh quitte l'Institut acoustique pour l'Institut d'océanologie Shirshov, où   dirige le département d'acoustique jusqu'à sa mort. Brekhovskikh décède le 15 janvier 2005, à Moscou, d'une insuffisance cardiaque chez l'humain.

## Livres
Brekhovskikh a écrit plusieurs livres sur l'océanographie acoustique, le plus célèbre étant Waves in Layered Media, publié pour la première fois en 1956.
- Brekhovskikh, L. M. et Godin, O. A., Acoustics of Layered Media I, Springer Verlag, 1998, 2e éd. (ISBN 3-540-64724-4)
- Brekhovskikh, L. M. et Godin, O. A., Acoustics of Layered Media II, Springer Verlag, 1999, 2e éd. (ISBN 3-540-65592-1)
- Brekhovskikh, L. M. et Lysanov, Yu. P., Fundamentals of Ocean Acoustics, Springer Verlag, 2003, 3e éd. (ISBN 0-387-95467-8)
- Brekhovskikh, L. M., Waves in Layered Media, Academic Press, 1980, 2e éd. (ISBN 0-12-130560-0)

## Prix et nominations
- Prix Walter Munk (1996)
- Prix Lénine (1970)[1]
- Médaille Rayleigh (Institute of Acoustics (Royaume-Uni), 1977)[1]
- Académie des sciences de l'Union soviétique[1]
- Académie nationale des sciences[1]

## Articles sur Brekhovskikh
- Dubrovsky, N. A., « The Phenomenon of L.M. Brekhovskikh—Man and Scientist », Acoustical Physics, vol. 53, no 3,‎ 2007, p. 250–256 (DOI 10.1134/S1063771007030025, Bibcode 2007APhy...53..250D, S2CID 121992398)
- « In Memory of L.M. Brekhovskikh (May 6, 1917–January 15, 2005) », Acoustical Physics, vol. 51, no 4,‎ 2005, p. 480 (DOI 10.1134/1.1983614, Bibcode 2005APhy...51..480., S2CID 195217561)
- « Leonid Maximovich Brekhovskikh (1917–2005) », Journal of the Acoustical Society of America, vol. 118, no 2,‎ 2005, p. 577 (DOI 10.1121/1.1943849, Bibcode 2005ASAJ..118..577.)
- Lysanov, Yu. P., « Leonid M. Brekhovskikh and His Scientific School », Journal of the Acoustical Society of America, vol. 105, no 2,‎ 1999, p. 983 (DOI 10.1121/1.425364, Bibcode 1999ASAJ..105..983L)
- Dubrovsky, N. A., « Leonid Brekhovskikh: The Man and the Scientist », Journal of the Acoustical Society of America, vol. 105, no 2,‎ 1999, p. 982 (DOI 10.1121/1.425360, Bibcode 1999ASAJ..105..982D)
- « Academician Leonid Maksimovich Brekhovskikh (On His 80th Birthday) », Acoustical Physics, vol. 43, no 5,‎ 1997, p. 624 (Bibcode 1997APhy...43..624.)
- (ru) Nilova, L. Ya., Leonid Maksimovich Brekhovskikh, Nauka, 1989 (ISBN 5-02-007498-5)